# Río Pangoa
Der Río Pangoa ist ein 38 km (einschließlich Quellflüssen: 148 km) langer rechter Nebenfluss des Río Perené in der Provinz Satipo der Region Junín in Zentral-Peru.

## Flusslauf
Der Río Pangoa entsteht am Zusammenfluss von Río Mazamari (links) und Río Sonomoro (rechts), 5 km östlich der Stadt Mazamari, auf einer Höhe von etwa 540 m. Er fließt anfangs 9 km nach Nordosten und durchschneidet dabei einen Höhenzug. Anschließend wendet er sich nach Norden und passiert die Ortschaften Tsiriari, Santa Rosa de Chiriari, Poshonari Shejaroteni und Panga. Bei Flusskilometer 18,5 trifft der Río Satipo von links auf den Río Pangoa. Dieser fließt im Anschluss knapp 5 Kilometer nach Osten und durchschneidet erneut einen Höhenzug. Auf seinen unteren 14 Kilometern fließt der Río Pangoa in Richtung Ostnordost und mündet schließlich bei Puerto Ocopa auf einer Höhe von etwa 300 m in den Río Perené.

## Einzugsgebiet
Der Río Pangoa entwässert ein Areal von etwa 3630 km². Das Einzugsgebiet des Río Pangoa grenzt im Osten an das des Río Ene und des Río Sanibeni, im Süden an das des Río Anapatí, im Südwesten an das des Río San Fernando, im Westen an das des Río Tulumayo, im Nordwesten an das des Río Ipoqui sowie im Nordosten an das des oberstrom gelegenen Río Perené.